# Finnentrop
Finnentrop [ˈfɪ.nən.tʀɔp] liegt im Sauerland und ist eine Gemeinde im Kreis Olpe in Nordrhein-Westfalen. Sie wird als Größere Kleinstadt klassifiziert.

## Geographie

### Geografische Lage

Niederschlagsdiagramm Finnentrop-Bamenohl

Finnentrop liegt an der Nordspitze des Kreises Olpe zwischen den Gebirgszügen des Ebbegebirges im Südwesten und der Homert im Nordosten. Markantester Fluss ist die Lenne, die das Gemeindegebiet von Süd nach Nord auf einer Länge von etwa 11 km durchfließt. Sie gelangt südlich von Bamenohl auf das Gemeindegebiet und verlässt es bei Rönkhausen wieder. Zuvor fließen der Lenne bei Finnentrop die von Südwesten kommende Bigge, bei Lenhausen der von Osten kommende Fretterbach und bei Rönkhausen der von Osten kommende Glingebach zu. Hier liegt der tiefste Punkt im Gemeindegebiet mit 220 m ü. NN.
Die höchsten Erhebungen Finnentrops finden sich im waldreichen nördlichen Gemeindegebiet, der Übergangszone zwischen Lennegebirge und Homert. Der höchste Punkt liegt mit einer Höhe von 651 m ü. NN auf dem Sellenstücke nördlich von Weuspert. Die südliche Gemeindegrenze verläuft weitgehend entlang der Wasserscheide zwischen Fretterbach und Elspebach mit Erhebungen bis zu 519 m ü. NN (Primenekes Kopf).

### Ausdehnung des Gemeindegebiets
Das Gemeindegebiet hat nach Angaben der Gemeindeverwaltung eine Nord-Süd-Ausdehnung von 11,97 km und eine West-Ost-Ausdehnung von 12,42 km. Die größte Ausdehnung misst sich von Hollenbock im Südwesten bis Fretterspring im Nordosten mit rund 17 Kilometern.
Von den 104,42 km² Gemeindefläche entfallen 65,07 km² (62 %) auf Waldflächen und 22,32 km² auf Landwirtschaftsflächen (21 %). Auf Siedlungs- und Verkehrsflächen entfallen 15,38 km² (15 %). In den Jahren 2001 und 2002 gingen die Verkehrs- und Siedlungsflächen leicht zurück und nehmen seitdem wie im Landesdurchschnitt zu (Stand: 2015).

### Nachbargemeinden
Finnentrop grenzt im Norden an Sundern, im Nordosten und Osten an Eslohe (beide Hochsauerlandkreis), im Süden an Lennestadt und Attendorn (beide Kreis Olpe) sowie im Westen an Plettenberg im Märkischen Kreis.

### Gemeindegliederung
Das Gemeindegebiet ist politisch nicht weiter gegliedert. Jedoch wurden für die Bezeichnung in Personenstandsbüchern und -urkunden in der Hauptsatzung folgende Gemeindeteilbezeichnungen festgelegt, denen teilweise weitere Flurbezeichnungen zugeordnet sind:
| Gemeindeteil  | Dörfer und Wohnplätze        |
| Ahausen       | Ahausen, Ahauser Mühle, Dahm |
| Altfinnentrop | Altfinnentrop                |
| Bamenohl      | Bamenohl                     |
| Bausenrode    | Bausenrode                   |
| Deutmecke     | Deutmecke                    |
| Elsmecke      | Elsmecke                     |
| Faulebutter   | Faulebutter                  |
| Fehrenbracht  | Fehrenbracht, Fretterspring  |
| Finnentrop    | Finnentrop                   |
| Fretter       | Fretter, Delf, Giebelscheid  |
| Frettermühle  | Frettermühle, Mißmecke       |
| Frielentrop   | Frielentrop                  |

| Gemeindeteil | Dörfer und Wohnplätze     |
| Gierschlade  | Gierschlade, Schwartmecke |
| Glinge       | Glinge                    |
| Heggen       | Heggen                    |
| Hollenbock   | Hollenbock                |
| Hülschotten  | Hülschotten, Tiefenau     |
| Illeschlade  | Illeschlade               |
| Lenhausen    | Lenhausen                 |
| Müllen       | Müllen                    |
| Ostentrop    | Ostentrop                 |
| Permecke     | Permecke                  |
| Ramscheid    | Ramscheid                 |
| Rönkhausen   | Rönkhausen                |

| Gemeindeteil    | Dörfer und Wohnplätze                                                |
| Sange           | Sange                                                                |
| Schliprüthen    | Schliprüthen, Schliprüthener Mühle, Becksiepen, Kuckuck, Steinsiepen |
| Schöndelt       | Schöndelt                                                            |
| Schönholthausen | Schönholthausen                                                      |
| Serkenrode      | Serkenrode                                                           |
| Weringhausen    | Weringhausen                                                         |
| Weuspert        | Weuspert, Klingelborn                                                |
| Wiebelhausen    | Wiebelhausen                                                         |
| Wörden          | Wörden                                                               |

## Geschichte

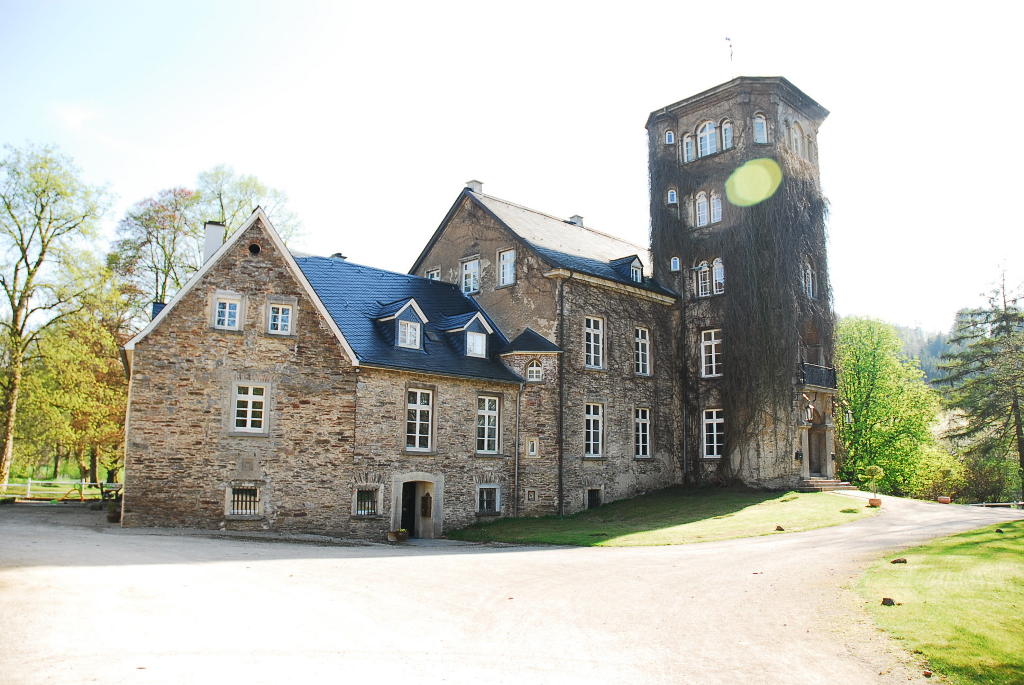
Haus Bamenohl

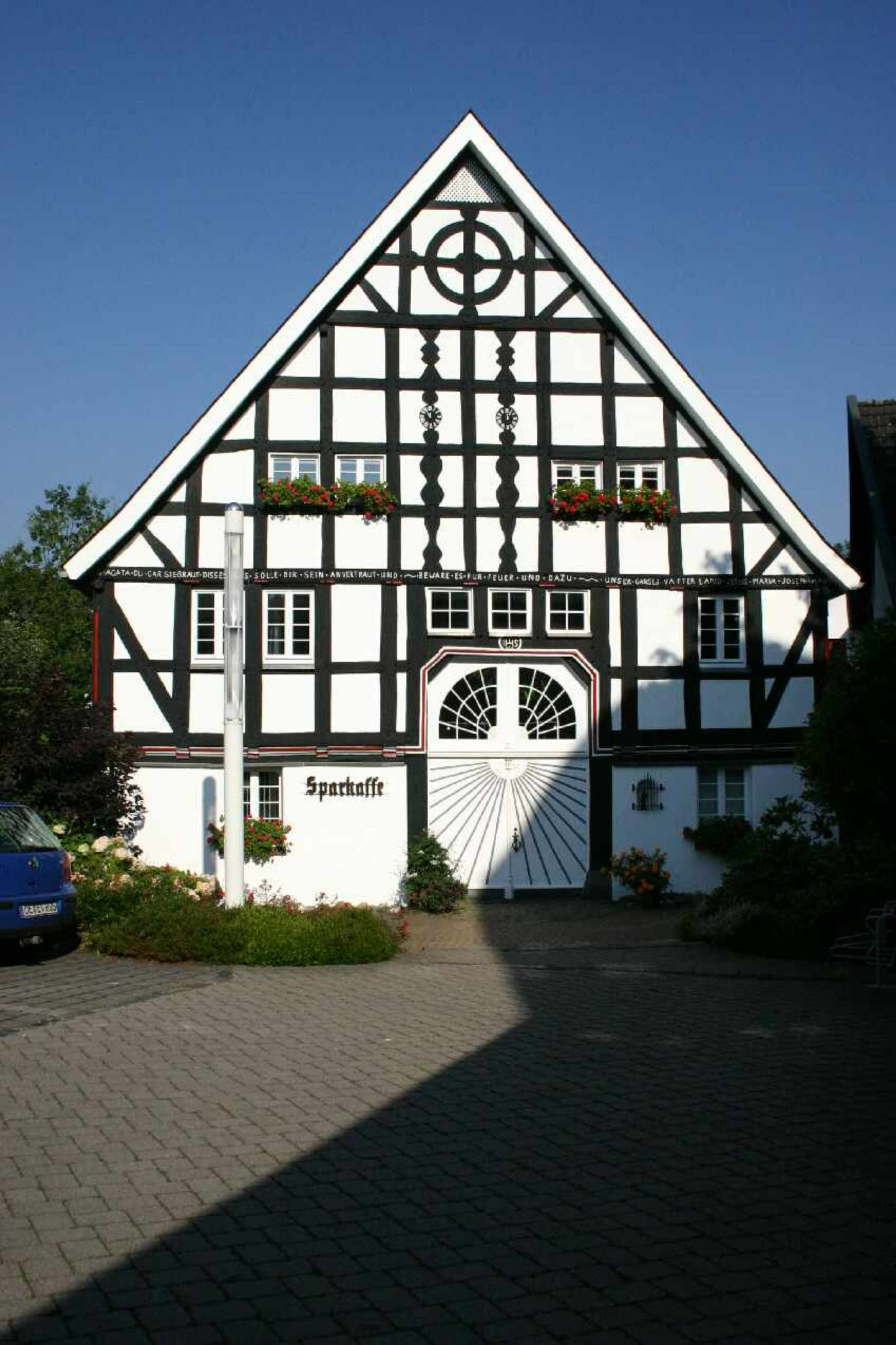
Fachwerkhaus in Lenhausen

Die Geschichte einzelner Ortschaften der Gemeinde geht bis ins Mittelalter zurück. In den Quellen werden um 1162 erstmals die Ortsteile Lenhausen und Rönkhausen erwähnt. Auf Grund archäologischer Untersuchungen ist aber gesichert, dass an Stelle der heutigen Pfarrkirche in Schönholthausen ein Vorgängerbau aus dem 11. Jahrhundert bestand. Die Kirche war eine Eigenkirche des Stifts Herford. Daneben waren die Grafen von Arnsberg, die Edelherren zu Bilstein, die Abtei Deutz sowie das Kölner Mariengnadenstift im Gebiet der heutigen Gemeinde begütert. Hinzu kommen Besitzungen des niederen Adels, die als Bauwerke teilweise heute noch erhalten sind. Seit dem 13. Jahrhundert bis zu Beginn des 19. Jahrhunderts gehörte das Gebiet zum Herzogtum Westfalen. Danach gehörte es zu Hessen-Darmstadt und seit 1816 zu Preußen.
Der Name geht auf den alten Ort Finnentrop zurück, der heute Altfinnentrop heißt und einige hundert Meter biggeaufwärts liegt. Die Endung „trop“ leitet sich aus „trop“ oder „torp“ für „Dorf“ ab und kommt in Nordrhein-Westfalen nicht selten vor (wie etwa bei Bottrop, Castrop, Frintrop oder Waltrop).
Durch die Industrialisierung im 19. Jahrhundert kam es in Teilen des bislang überwiegend agrarisch geprägten heutigen Gemeindegebiets zur Ansiedlung von Fabriken und einem damit zusammenhängenden sozialen Wandel. Erste Veränderungen brachte der Straßenbau in der ersten Hälfte des 19. Jahrhunderts mit sich. Der entscheidende Faktor hin zur industriellen Entwicklung war die Eröffnung der Ruhr-Sieg-Bahn im Jahr 1861. Der Bahnhof des Gebiets wurde am Zusammenfluss von Bigge und Lenne ganz in der Nähe einer Brücke und dem erst seit 1828 bestehenden Wohnplatz Neubrücke errichtet. Dort siedelten sich seither die ersten Unternehmen an. In diesem Teil des Gemeindegebiets entwickelte sich das heutige Zentrum der Gemeinde.
Gegen Ende des Zweiten Weltkriegs erreichten amerikanische Kampfverbände am 11. April 1945 den Ort und nahmen ihn ein. Während des Krieges starben 68 Männer als Angehörige der Wehrmacht.
Im Jahr 2002 stellte die Deutsche Bahn AG den Fahrkartenverkauf im Finnentroper Bahnhofsgebäude Finnentrop ein. Zwei Jahre später übernahm die Gemeinde das Gebäude. Ende 2007 wurde der alte Bahnhof, trotz Protesten aus der Bevölkerung, abgerissen.

### Eingemeindungen
Die Gemeinde Finnentrop entstand am 1. Juli 1969 durch das Gesetz zur Neugliederung des Landkreises Olpe. Darin wurde das Amt Serkenrode (das dem Kreis Meschede angehörte) mit den Gemeinden Oedingen, Schliprüthen und Schönholthausen aufgelöst und als Rechtsnachfolgerin die Gemeinde Finnentrop gebildet. Gebietsteile der Gemeinden Attendorn-Land, Helden und Oedingen kamen hinzu. Die neue Gemeinde wurde durch die Gebietsreform dem Kreis Olpe zugeordnet.
Bei der Gebietsreform in Nordrhein-Westfalen durch das Sauerland/Paderborn-Gesetz vom 1. Januar 1975 gab es zwei Änderungen am Gemeindegebiet: Röhrenspring wurde an die Gemeinde Sundern und Dormecke an die Gemeinde Eslohe abgegeben.

### Einwohnerstatistik
Seit 1999 (18.572 Einwohner) ist der Einwohnertrend in der Gemeinde rückläufig, mit Ausnahme der Jahre 2014 und 2015. Gab es 2003 noch einen Überschuss der Geburten gegenüber den Todesfällen (+7), so überwiegen seitdem die Todesfälle (Saldo 2021: −11). Hinzu kommt, dass die Abwanderung nicht durch die Zuwanderung ausgeglichen werden kann (Saldo 2021: −61).
Die Zahl der Einwohner nichtdeutscher Staatsbürgerschaft lag 1981 bei 895 (5,5 %) und stieg bis 2021 auf 2.175 (13,0 %).
Die Bevölkerungsdichte lag 2021 bei 161 Einwohnern pro km². Dies ist etwas weniger als Durchschnitt des Kreises Olpe (187 Einwohner pro km²) und deutlich niedriger als im Landesdurchschnitt (526 Einwohner pro km²).

### Konfessionsstatistik
Der größte Teil der Einwohner (73 %) war katholisch (Stand 2011, Zensus-Ergebnis). Etwa 12 % waren evangelisch und 15 % gehörten anderen Glaubensgemeinschaften an oder waren konfessionslos.

## Politik

### Gemeinderat und Bürgermeister
Die Sitzverteilung im Gemeinderat von Finnentrop nach der Kommunalwahl 2020 zeigt das nebenstehende Diagramm. Zum Bürgermeister wurde mit 63,9 Prozent der Diplom-Verwaltungswirt und Erste Polizeihauptkommissar Achim Henkel (CDU) gewählt. Er war zuvor zwölf Jahre CDU-Vorsitzender und stellvertretender Fraktionsvorsitzender in der Gemeinde. Bei der Wahl trat er gegen seinen Amtsvorgänger Dietmar Heß (CDU) an, der von seiner eigenen Partei nach 23 Jahren nicht mehr als Kandidat aufgestellt worden war.
Frühere Bürgermeister waren:
| Bürgermeister            | Amtszeit  |
| Walter Grauheer (CDU)    | 1969–1975 |
| Erwin Oberkalkofen (CDU) | 1975–1997 |
| Dietmar Heß (CDU)        | 1997–2020 |

Gemeindedirektoren bis zur Abschaffung der Doppelspitze in NRW waren:
| Gemeindedirektor    | Amtszeit  |
| Ernst Vollmer (CDU) | 1969–1989 |
| Dietmar Heß (CDU)   | 1989–1997 |

### Weitere Wahlen
Bei der letzten Landtags- und Bundestagswahl erhielten die Parteien in Finnentrop folgende Stimmenanteile:
| Partei     | Landtagswahl 2017 | Bundestagswahl 2017 (Zweitstimmen) | Bundestagswahl 2021 (Zweitstimmen) | Landtagswahl 2022 (Zweitstimmen) |
| ---------- | ----------------- | ---------------------------------- | ---------------------------------- | -------------------------------- |
| CDU        | 53,3 %            | 49,5 %                             | 39,9 %                             | 57,06 %                          |
| SPD        | 22,2 %            | 19,9 %                             | 25,2 %                             | 19,32 %                          |
| FDP        | 11,0 %            | 12,7 %                             | 12,8 %                             | 5,12 %                           |
| AfD        | 5,2 %             | 7,6 %                              | 7,5 %                              | 5,44 %                           |
| Die Linke  | 1,7 %             | 4,1 %                              | 6,9 %                              |                                  |
| Die Grünen | 2,7 %             | 3,3 %                              | 2,4 %                              | 7,89 %                           |
| Sonstige   | 3,1 %             | 3,0 %                              | 5,2 %                              | 5,14 %                           |

### Wappen
| | Blasonierung: „Das Wappen der Gemeinde zeigt in Grün eine silberne (weiße) Rose unter gekappten silbernen (weißen) Wellensparren.“ |
| Wappenbegründung: Die Rose ist das Sinnbild der Herren von Finnentrop (von Vinnentrop) und aus dem Jahre 1358 überliefert. Der gekappte Wellensparren soll den Zusammenfluss von Bigge und Lenne versinnbildlichen. Die Farbe Grün deutet auf die großen Grünflächen im Gemeindegebiet hin. | |

### Gemeindepartnerschaften
Finnentrop unterhält partnerschaftliche Beziehungen mit der belgischen Stadt Diksmuide (seit 1979) und der sachsen-anhaltischen Gemeinde Helbra (seit 1990).

## Kultur und Sehenswürdigkeiten

### Theater
Kulturelle Veranstaltungen verschiedener Art organisiert der Verein Kulturgemeinde Finnentrop. Ein Veranstaltungsort ist die Festhalle Finnentrop. Auch die „Schützenhof Lichtspiele“, ein 2006 komplett renoviertes Kino von 1954 mit 170 Sitzplätzen, wird seit 2007 für Veranstaltungen genutzt. In verschiedenen Gemeindeteilen bestehen Laientheatergruppen, wie die Laienspielgruppe „Ostentroper Scala“ oder die Laienspielgruppe Serkenrode. Zahlreiche Vereine betreiben Chorgesang oder andere Formen von Musik.

### Museen
Land- und Forstwirtschaft, dörfliches Handwerk und heimisches Brauchtum werden im Museum Heimatstube in Finnentrop-Schönholthausen gezeigt. Zu diesem Zweck wurden im Museum unter anderem eine Schusterwerkstatt, eine Schreinerei, eine Schmiede mit Blasebalg, eine Schulstube, eine Arztpraxis und ein Schlafzimmer aus der Zeit um 1900 eingerichtet. Neben Exponaten zur Milchverarbeitung und aus der Hausschlachtung sind eine Vielzahl von Küchengerätschaften ausgestellt. Zudem gibt es eine Ausstellung zum Thema Auswanderung aus dem Kirchspiel Schönholthausen.

### Bauwerke

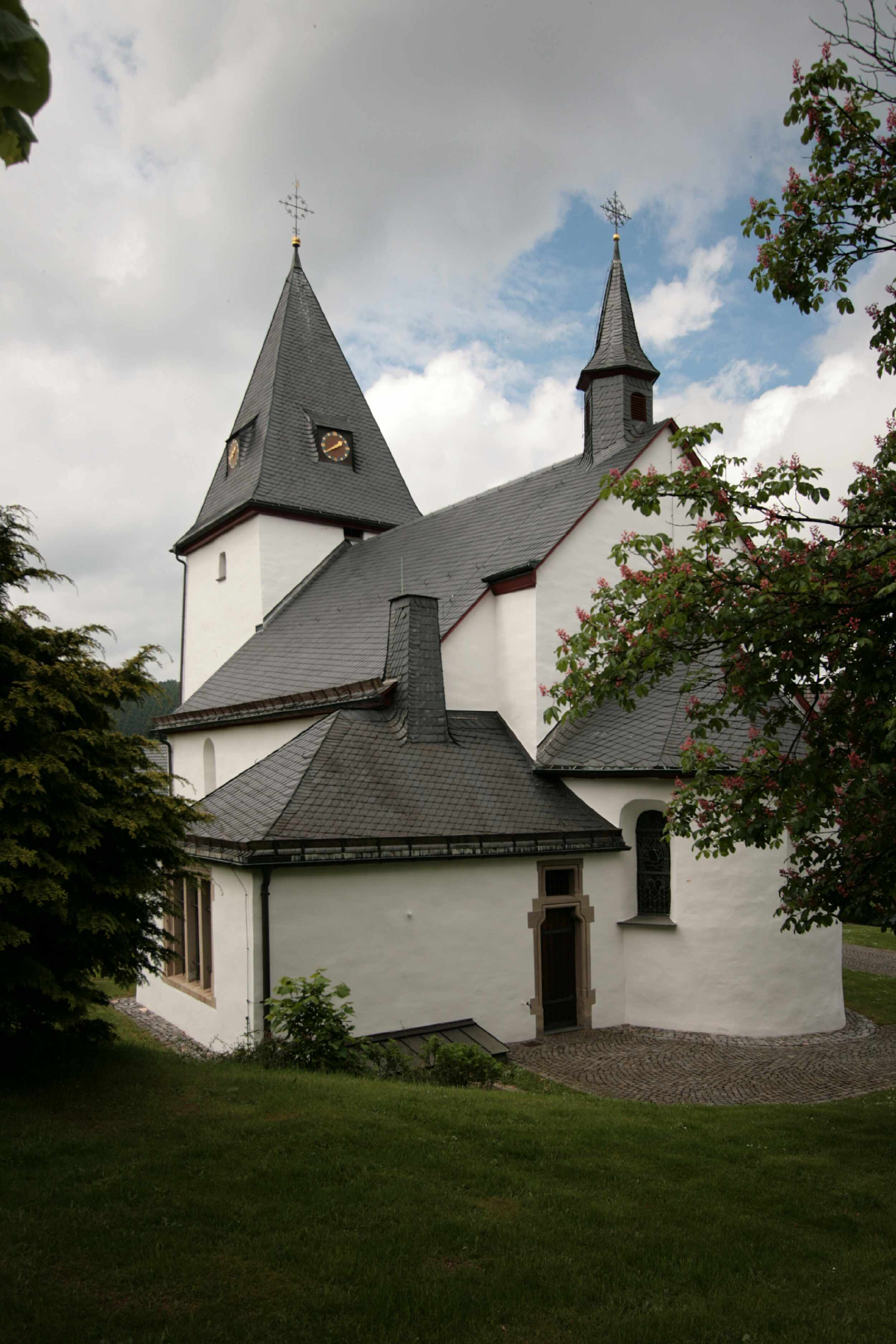
St. Georg in Schliprüthen

Zu den bedeutenden sakralen Bauwerken gehört die Pfarrkirche St. Mariä Himmelfahrt in Schönholthausen. Der heutige Bau wurde etwa von 1733 bis 1736 im gotisierenden Stil des Barock errichtet, wobei der Westturm über romanische Elemente verfügt und noch von einem Vorgängerbau stammt. Die Pfarrkirche St. Georg in Schliprüthen ist eine romanische Hallenkirche. Die Innenausstattung stammt teilweise aus dem 17. Jahrhundert. Aus dem Jahr 1383 stammt die Matthiaskapelle in Altfinnentrop. Sakrale Bauwerke im Ort Finnentrop sind die Katholische Pfarrkirche St. Johannes Nepomuk und die Evangelische Christuskirche.
Von Bedeutung sind drei aus ehemaligen Wasserburgen hervorgegangene Adelssitze. Das Schloss Ahausen bei Heggen stammt in der heutigen Form aus dem 18. Jahrhundert. Das Schloss Lenhausen entstand im heutigen Zustand im Wesentlichen im 16. Jahrhundert. Das Haus Bamenohl stammt in der jetzigen Form aus dem Barock.
In den Bereich der technischen Kulturdenkmale gehören verschiedene Wassermühlen. Die „Alte Mühle“ in Frettermühle hat eine 600 Jahre zurückreichende Tradition aufzuweisen. Die sogenannte „Knochenmühle“ stammt aus der Zeit um 1900. Beide Mühlen lassen sich besichtigen. Aus den 1920er/1930er Jahren stammen einige Wasserkraftanlagen. Dazu gehören das Laufwasserkraftwerk Lenhausen und das Laufwasserkraftwerk Bamenohl.
Prägend für den Ort waren lange Zeit die Eisenbahnanlagen. Das 1896 an einem Eisenbahnknotenpunkt erbaute Empfangsgebäude des Bahnhofs an der Ruhr-Sieg-Strecke wurde 2007 abgerissen. Außerdem sind drei stillgelegte, historische Stellwerke vorhanden. Der 1874 am Lenneufer erbaute Ringlokschuppen wurde 1944 teilweise zerstört und 1982 stillgelegt. Das historische Gebäude wurde abgebrochen, nachdem 2010 das Dach unter Schneelast einbrach.
Im Sauerländer Dorf des LWL-Freilichtmuseums Detmold befinden sich folgende Bauwerke aus der Gemeinde: das Hofhaus Kayser-Henke aus Ostentrop von 1770 und der Hof Remberg aus Fretter von 1877. Darüber hinaus wurden die Brücken im Dorf nach Vorbildern aus der Gemeinde Finnentrop errichtet.

Siehe auch: Liste der Baudenkmäler in Finnentrop und Liste der Stolpersteine in Finnentrop

### Natur- und Landschaftsschutz

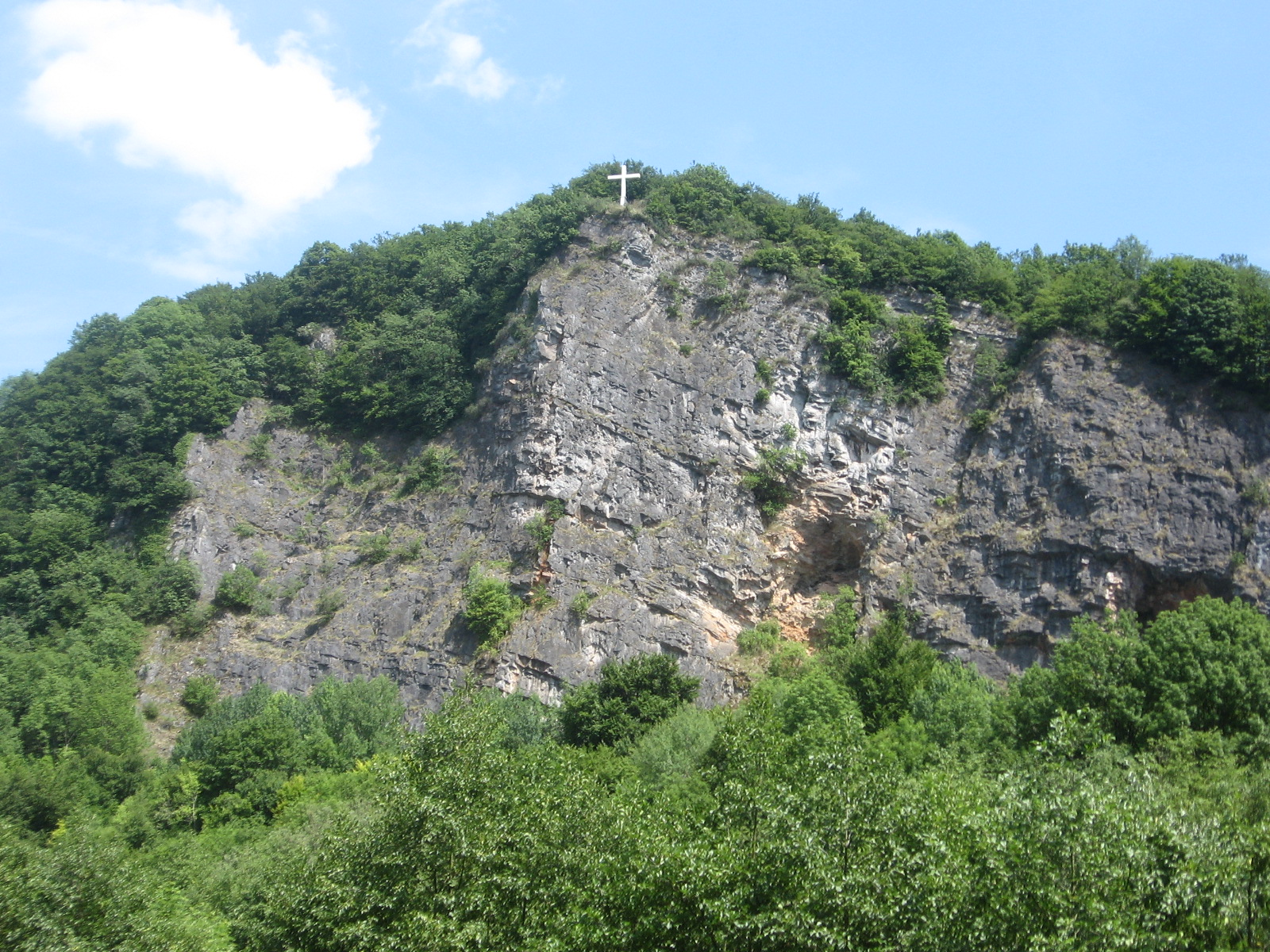
Hohe Lei bei Finnentrop-Heggen

Im Gemeindegebiet gibt es neun Naturschutzgebiete (NSG): Ahauser Klippen und Stausee (24 ha), Auf dem Hahne (3 ha), Auf dem Stein (13 ha), Bamenohl (5 ha), Buchberg/Steinkopf (13 ha), Elberskamp (10 ha), Hohe Ley (48 ha), Hausschlade (22 ha) und Muttersteinhöhle (3 ha). Daneben existiert das FFH-Gebiet Kalkbuchenwälder, Kalkhalbtrockenrasen und -Felsen südl.  Finnentrop (219 ha), das einige der bereits aufgeführten NSG mit umfasst.
Die Gemeinde Finnentrop gehört zum Naturpark Sauerland-Rothaargebirge. Seit 2006 gibt es für das westliche Finnentroper Gemeindegebiet den Landschaftsplan Attendorn-Heggen-Helden, mit dem Flächen außerhalb der bebauten Ortsteile als Landschaftsschutzgebiet ausgewiesen wurden.
Im Gemeindegebiet befinden sich auch vier geschützte Landschaftsbestandteile (LB). Dabei handelt es sich um den Bigge-Steilhang an der Attendorner Straße (1,47 ha), Feldgehölz Haardt (0,95 ha), Lüdenstein (1,07 ha) und Ökozelle im Biggetal (1,11 ha). Es gibt außerdem zahlreiche gesetzlich geschützte Biotope.
Neben dem Uhu kommen in Finnentrop die Großvogelarten Schwarzstorch, Rotmilan und Kolkrabe vor.

### Regelmäßige Veranstaltungen
- Schützenfeste in Finnentrop und den größeren Gemeindeteilen
- Prunksitzung des Lenhauser Carnevalsclubs (Samstag vor Altweiber)
- Kinder-Jugendgardetreff des FFK (Sonntag vor Altweiber)
- Waldfest „Im Schee“ Finnentrop (Wochenende nach Pfingsten)
- Spritzenfest der Löschgruppe Bamenohl (zweites Wochenende im August)
- Jazz-Frühschoppen am Haus Bamenohl (drittes Wochenende im August)
- Traditionelles Reibekuchenbacken der Löschgruppe Lenhausen (erstes Wochenende im September)
- Bürgerfest der Löschgruppe Finnentrop (Samstag vor dem Tag der Deutschen Einheit)
- Weihnachtsmarkt am Rathaus (zweites Adventswochenende)

## Wirtschaft und Infrastruktur

### Wirtschaft

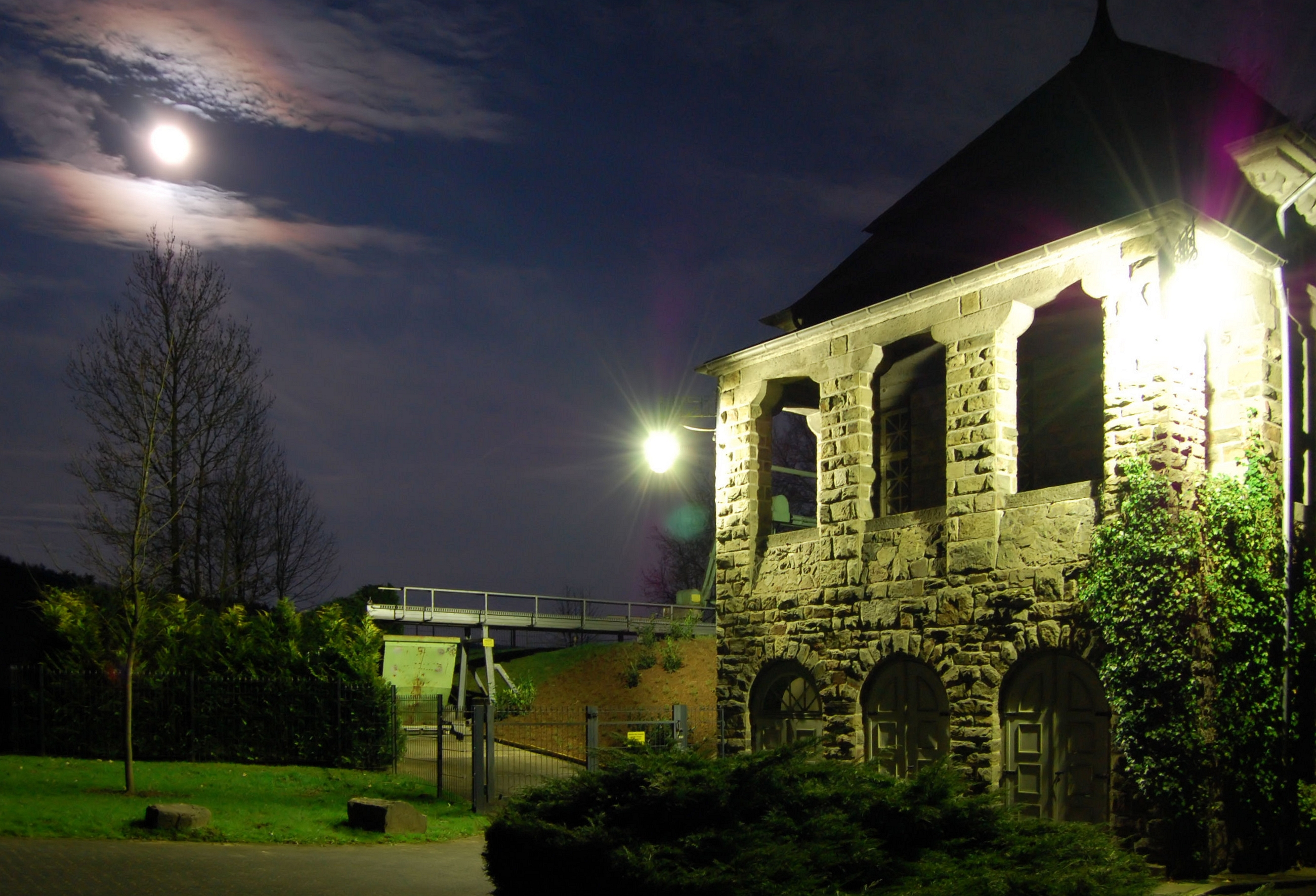
Kraftwerk Bamenohl

Bis in das 19. Jahrhundert hinein war die Landwirtschaft der Haupterwerbszweig. Das vorindustrielle Montangewerbe oder der Bergbau spielten nur eine begrenzte Rolle. Mit dem Straßen- und vor allem dem Bau der Ruhr-Sieg-Bahn seit den 1860er Jahren begannen sich vermehrt gewerbliche Betriebe anzusiedeln. Der Trend wurde durch die Eröffnung der Biggetalbahn nach Attendorn noch verstärkt. Es entstanden eine Reihe von Industriebetrieben.
Heute ist neben der metallverarbeitenden Industrie auch das holzbe- und verarbeitende Gewerbe sowie die Kunststoffverarbeitung von Bedeutung. Ende Juni 2017 wurden 5.266 sozialversicherungspflichtige Beschäftigte gezählt. Von diesen waren 73 % (Landesdurchschnitt 26,9 %) im produzierenden bzw. verarbeitenden Gewerbe beschäftigt. Es folgten der Handel und das Gastgewerbe u. a. mit einem Anteil von 12,9 % (Land 22,4 %) der Beschäftigten.
Zu überregional bekannten ortsansässigen Unternehmen gehören Metten Fleischwaren, Eibach Federn, Kauth Group und ein Werk von Thyssenkrupp Steel Europe.
In der Gemeinde befindet sich in Rönkhausen-Glinge zudem das Pumpspeicherwerk Rönkhausen.
Ein beachtlicher Teil der Kaufkraft fließt nach auswärts ab. Nach den von der Industrie- und Handelskammer Siegen ausgewerteten Daten zur Handelszentralität (= Verhältnis von Einzelhandelsumsatz je Einwohner zur Einzelhandelskaufkraft je Einwohner) beläuft sich die Kennziffer für Finnentrop im Jahr 2018 auf 75,3. Nutznießer dieser unbefriedigenden Situation dürften unter anderem die nahe gelegenen Orte Lennestadt und Olpe mit Handelszentralitäten von 107,5 bzw.133,7 für 2018 sein.

### Verkehr

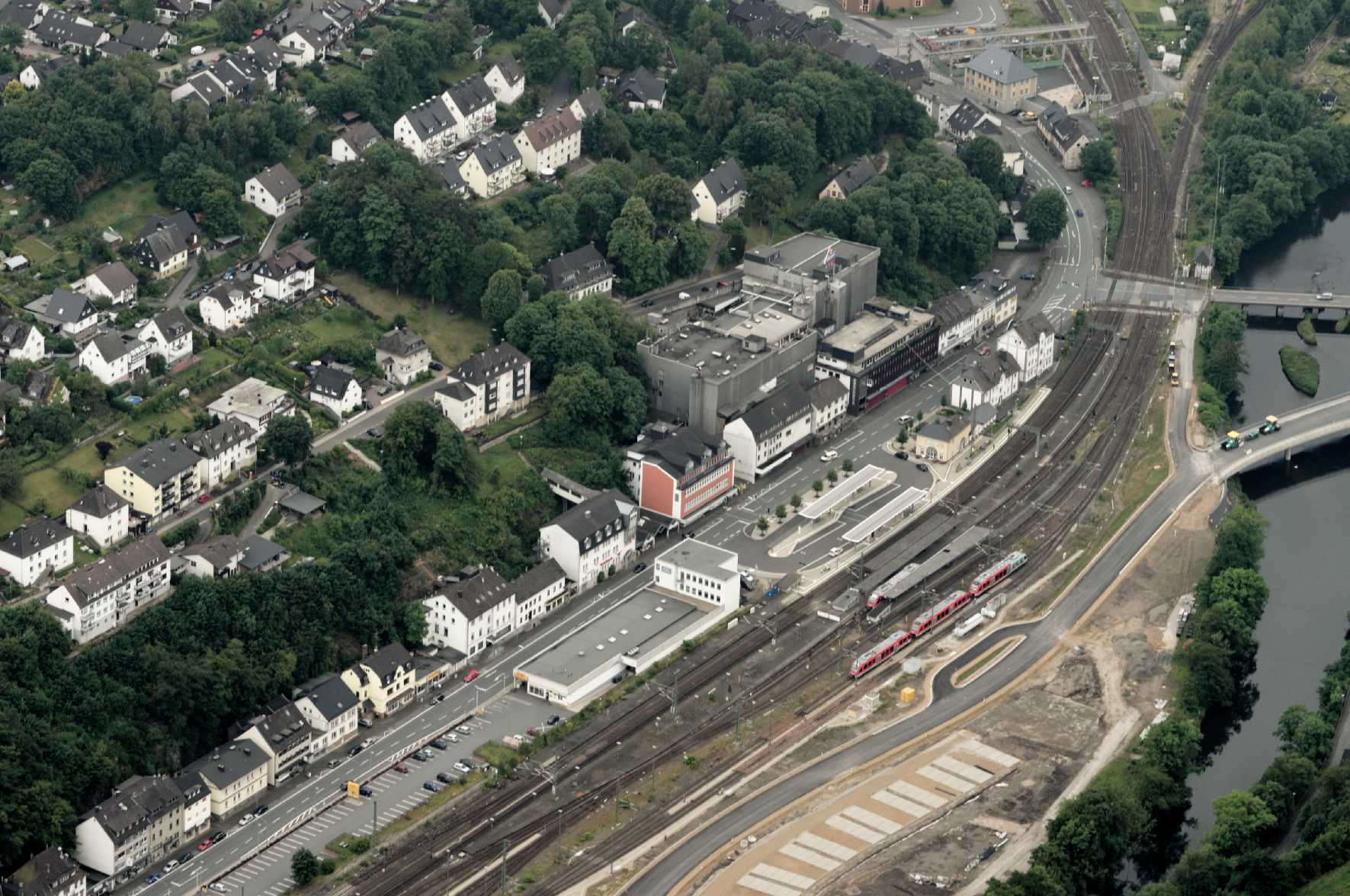
Bahnhof von Finnentrop

Der Bahnhof Finnentrop liegt an der Ruhr-Sieg-Strecke von Hagen nach Siegen, von der hier die Biggetalbahn nach Olpe abzweigt. Finnentrop ist somit als einziger Zugbahnhof im Kreis Olpe an drei Zugrichtungen angebunden und größter Bahnhof des Kreises. Bis Mai 1966 verkehrten von hier auch auf der damaligen Bahnstrecke nach Wennemen Personenzüge. Busverbindungen existieren unter anderem nach Attendorn, Eslohe, Lennestadt und Plettenberg. Darüber hinaus organisiert ein Bürgerbusverein Fahrten im Gemeindegebiet.
Finnentrop liegt an der Bundesstraße 236.
Auf dem Gemeindegebiet befindet sich der Flugplatz Attendorn-Finnentrop.

### Öffentliche Einrichtungen
- Rathaus Finnentrop
- Sparkasse Mitten im Sauerland
- Erlebnisbad Finto
- Deutsches Rotes Kreuz
- Jugendherberge Bamenohl (erste private Jugendherberge Deutschlands nach dem Zweiten Weltkrieg)
- Freiwillige Feuerwehr Finnentrop mit elf Löschgruppen

### Bildung
In der Gemeinde Finnentrop gibt es sechs Grundschulen und eine Gesamtschule.

## Persönlichkeiten

### Ehrenbürger
- Erwin Oberkalkofen († 27. Januar 2007), ehemaliger Bürgermeister[29]
- Ernst Vollmer († 25. März 2016), ehemaliger Gemeindedirektor[30]

### Söhne und Töchter der Gemeinde
- Gertrud von Plettenberg († 1608), Mätresse von Ernst von Bayern, Erzbischof von Köln
- Friedrich Christian von Plettenberg (1644–1706), Fürstbischof von Münster (1688–1706)
- Johann Friedrich Adolf von Hörde (1688–1761), Weihbischof in Osnabrück und Apostolischer Vikar des Nordens
- Friedrich Georg Pape (1763–1816), Theologe, Advokat, Mitglied des Mainzer Jakobinerklubs
- Johann Joseph Freidhoff (1768–1818), Kupferstecher
- Alexander Haindorf (1784–1862), Mediziner, jüdischer Reformer, Psychologe, Universitätsdozent, Publizist
- Maximilian von Schade (1792–1870), Verwaltungsjurist und preußischer Landrat
- Eduard Bartling (1845–1927), Unternehmer und Politiker
- Lawrence Becker (1869–1947), US-amerikanischer Anwalt, Richter und Solicitor des Finanzministeriums der Vereinigten Staaten
- Heinrich Martin Arens, in den USA: Henry M. Arens (1873–1963), Politiker, Vize-Gouverneur von Minnesota, Mitglied des US-Repräsentantenhauses
- Wilhelm Winzer (1878–1957), Gewerkschafter und Politiker
- Josef Baumhoff (1887–1962), Beamter, Zeitungsherausgeber und Politiker
- Kilian Kirchhoff (1892–1944), Priester, Übersetzer und Dissident
- Ferdinand Wagener (1902–1945), Autor und Verleger von Büchern über das Sauerland
- Hubert Schmidt-Degenhardt (1902–1995), Verwaltungsjurist und Regierungspräsident in Aachen
- Josef Quinke (1905–1942), Bäcker und Opfer des Nationalsozialismus
- Erich Feldmann (1929–1998), Priester, Kirchenhistoriker und Augustinusforscher
- Albert Richter (* 1905), Chirurg und Gynäkologe, nach dem Zweiten Weltkrieg Arzt in Kriegsgefangenenlazaretten, Bundesverdienstkreuz 1954
- Manfred Fischer (1933–2002), Verlags- und Industriemanager
- Klaus-Dieter Uelhoff (* 1936), Politiker, 1987 bis 1998 MdB
- Reinhard Wilhelm (* 1946), Wissenschaftler, Informatiker
- Paul Scheermann (* 1949), Fußballspieler
- Bernd Leifeld (* 1949), Dramaturg, Regisseur und Theaterintendant
- Hilde Mattheis (* 1954), Politikerin, MdB seit 2002 (SPD)
- Dominicus Meier (* 1959), ehem. Abt der Benediktinerabtei Königsmünster in Meschede, Bischof von Osnabrück
- Hubertus Kramer (1959–2022), Politiker, MdL seit 2005 (SPD)
- Andreas Büttner (* 1961), Rechtsmediziner
- Michael Beckmann (* 1961), Filmkomponist und Musiker
- Michael Opitz (* 1962), Fußballspieler
- Rolf Bauerdick (1957–2018), deutscher Autor
- Andreas Schmidt (1963–2017), Schauspieler, Regisseur und Rocksänger

### Persönlichkeiten, die vor Ort gewirkt haben
- John Augustus Roebling (ursprünglich Johann August Röbling; 1806–1869), Konstrukteur der Brooklyn Bridge in New York
- Johannes Dornseiffer (1837–1914), Vikar in Fretter und Pastor in Eslohe, Begründer der (landwirtschaftlichen) Winterschule in Fretter
- Maximilian von Schade-Ahausen genannt von Rump (1848–1883), Besitzer von Schloss Ahausen
- Hermann Hagedorn (1884–1951), deutscher Pädagoge und Heimatdichter.
- Hannes Pingsmann (1894–1955), Maler und Grafiker, lebte und arbeitete von 1945 bis zu seinem Tod in Fretter
- Angela Autsch (1900–1944), Ordensschwester des Trinitarier-Ordens, umgekommen im KZ Auschwitz-Birkenau
- Anneliese Schmidt-Schöttler (1920–2011), Künstlerin und ab 1969 Herbergsmutter der Jugendherberge Bamenohl
- Stephan Graf von Spee (* 1944), Mitglied der Malteser, aus Heggen
- Jochen Ritter (* 1966), deutscher Politiker (CDU) und Landtagsabgeordneter, wuchs in Ostentrop auf
- Alexandra Maria Linder (* 1966), Publizistin und Vorsitzende des Bundesverbands Lebensrecht, lebt in Weuspert
- Freya Miles (* 1986), Autorin von Liebesromanen